# Terra Wortmann Open 2022
Terra Wortmann Open 2022 byl tenisový turnaj hraný jako součást mužského okruhu ATP Tour na otevřených travnatých dvorcích v areálu arény OWL. Probíhal mezi 13. až 19. červnem 2022 v severoněmeckém Halle jako dvacátý devátý ročník turnaje. Generálním partnerem se poprvé stal výrobce počítačů Terra Wortmann se sídlem v Hüllhorstu.
Turnaj dotovaný 2 275 275 eury patřil do kategorie ATP Tour 500. Nejvýše nasazeným singlistou se opět stala světová jednička Daniil Medveděv, která dohrála ve finále. Jako poslední přímý účastník do hlavní soutěže ve dvouhře nastoupil 58. hráč žebříčku, Američan Mackenzie McDonald. V důsledku invaze Ruska na Ukrajinu na konci února 2022 řídící organizace tenisu ATP, WTA a ITF s grandslamy rozhodly, že ruští a běloruští tenisté mohli dále na okruzích startovat, ale do odvolání nikoli pod vlajkami Ruska a Běloruska.
Pátý singlový titul na okruhu ATP Tour vybojoval Polák Hubert Hurkacz, který udržel finálovou neporazitelnost. Čtyřhru ovládly turnajové jedničky, Španěl Marcel Granollers s Argentincem Horaciem Zeballosem, což pro ně znamenalo zisk sedmé společné trofeje.

## Rozdělení bodů a finančních odměn

### Rozdělení bodů
| Soutěž  | Soutěž | vítězové | finalisté | semifinalisté | čtvrtfinalisté | 16 v kole | 32 v kole | Q  | Q2 | Q1 |
| ------- | ------ | -------- | --------- | ------------- | -------------- | --------- | --------- | -- | -- | -- |
| dvouhra | [ 2 ]  | 500      | 300       | 180           | 90             | 45        | 0         | 10 | 4  | 0  |
| čtyřhra | [ 6 ]  | 500      | 300       | 180           | 90             | 0         | —         | —  | —  | —  |

### Finanční odměny
| Soutěž                              | Soutěž      | vítězové  | finalisté | semifinalisté | čtvrtfinalisté | 16 v kole | 32 v kole | Q2      | Q1      |
| ----------------------------------- | ----------- | --------- | --------- | ------------- | -------------- | --------- | --------- | ------- | ------- |
| dvouhra                             | [ 2 ] [ 7 ] | 399 170 € | 214 775 € | 114 465 €     | 58 485 €       | 31 215 €  | 16 650 €  | 8 530 € | 4 785 € |
| čtyřhra                             | [ 6 ]       | 131 110 € | 69 930 €  | 35 370 €      | 17 690 €       | 9 160 €   | —         | —       | —       |
| částka ve čtyřhře je uvedena na pár |             |           |           |               |                |           |           |         |         |

## Dvouhra

### Nasazení hráčů
| Země                          | Hráč                  | ATP | Nasazení |
| ----------------------------- | --------------------- | --- | -------- |
|                               | Daniil Medveděv       | 2.  | 1.       |
| Řecko                         | Stefanos Tsitsipas    | 5.  | 2.       |
|                               | Andrej Rubljov        | 8.  | 3.       |
| Kanada                        | Félix Auger-Aliassime | 9.  | 4.       |
| Polsko                        | Hubert Hurkacz        | 13. | 5.       |
| Španělsko                     | Pablo Carreño Busta   | 19. | 6.       |
| Španělsko                     | Roberto Bautista Agut | 20. | 7.       |
|                               | Karen Chačanov        | 23. | 8.       |
| Žebříček ATP k 6. červnu 2022 |                       |     |          |

### Jiné formy účasti na turnaji
Následující hráči obdrželi divokou kartu do hlavní soutěže:
- Nick Kyrgios
- Henri Squire
- Jan-Lennard Struff

Následující hráč obdržel do hlavní soutěže zvláštní výjimku:
- Oscar Otte

Následující hráči postoupili z kvalifikace:
- Radu Albot
- Maxime Cressy
- Tallon Griekspoor
- Marc-Andrea Hüsler

### Odhlášení
před začátkem turnaje
- Lloyd Harris → nahradil jej  Daniel Altmaier
- Jannik Sinner → nahradil jej  Mackenzie McDonald
- Alexander Zverev → nahradil jej  Benjamin Bonzi

## Čtyřhra

### Nasazení párů
| Země                                                                      | Hráč              | Země        | Hráč              | ATP | Nasazení |
| ------------------------------------------------------------------------- | ----------------- | ----------- | ----------------- | --- | -------- |
| Španělsko                                                                 | Marcel Granollers | Argentina   | Horacio Zeballos  | 11. | 1.       |
| Salvador                                                                  | Marcelo Arévalo   | Nizozemsko  | Jean-Julien Rojer | 29. | 2.       |
| Německo                                                                   | Tim Pütz          | Nový Zéland | Michael Venus     | 30. | 3.       |
| Chorvatsko                                                                | Ivan Dodig        | USA         | Austin Krajicek   | 42. | 4.       |
| Žebříček ATP k 6. červnu 2022; číslo je součtem umístění obou členů páru. |                   |             |                   |     |          |

### Jiné formy účasti
Následující páry obdržely divokou kartu do hlavní soutěže:
- Daniel Altmaier  /  Oscar Otte
- Dustin Brown /  Dominic Stricker

Následující pár postoupil z kvalifikace:
- Ariel Behar  /  Gonzalo Escobar

Následující páry postoupily z kvalifikace jako šťastní poražení:
- Tallon Griekspoor /  Alex Molčan
- Yannick Hanfmann /  Jan-Lennard Struff

### Odhlášení
před začátkem turnaje
- Ariel Behar /  Gonzalo Escobar → nahradili je  Tallon Griekspoor /  Alex Molčan
- Andrej Rubljov /  Alexander Zverev → nahradili je  Yannick Hanfmann /  Jan-Lennard Struff

## Přehled finále

### Mužská dvouhra
- Hubert Hurkacz vs.   Daniil Medveděv, 6–1, 6–4

### Mužská čtyřhra
- Marcel Granollers /  Horacio Zeballos vs.  Tim Pütz /  Michael Venus, 6–4, 6–7(5–7), [14–12]